# 187

## Nașteri
- Cao Pi, împărat al dinastiei chineze Wei (d. 226)

## Decese
- dată necunoscută: Pertinax al Bizanțului  (n. ?)